# Bonner Springs (Kansas)
Bonner Springs es una ciudad ubicada en los condados de Wyandotte, Leavenworth y Johnson en el estado estadounidense de Kansas. En el año 2010 tenía una población de 7314 habitantes y una densidad poblacional de 1751,82 personas por km².

## Geografía
Bonner Springs se encuentra ubicada en las coordenadas 39°04′00″N 94°52′45″O / 39.066707, -94.879132 (39.066707, -94.879132).

## Demografía
Según la Oficina del Censo en 2000 los ingresos medios por hogar en la localidad eran de $43,234 y los ingresos medios por familia eran $50,476. Los hombres tenían unos ingresos medios de $36,390 frente a los $26,957 para las mujeres. La renta per cápita para la localidad era de $19,730. Alrededor del 9.6% de la población estaban por debajo del umbral de pobreza.